# Estadio Gómez Palacio
El Estadio Gómez Palacio es un estadio de béisbol que está localizado en la ciudad de Gómez Palacio, Durango, México. Albergó béisbol de la Liga Mexicana de 1970 a 1974.
El estadio fue casa de los Algodoneros de Unión Laguna, fue inaugurado en 1937 bajo el nombre de Estadio Carrizo. En 1970 se inaugura para la Liga Mexicana de Béisbol con el nombre de Rosa Laguna cuando los Algodoneros regresaron a la liga. Fue sede de la 51° edición del juego de estrellas donde la selección de Mexicanos ganó a los Extranjeros 17 a 6 en 1974. Durante la época de los 80 fue sede del equipo de Halcones de Gómez Palacio cuando se formó la liga ANABE.
En la actualidad el estadio se encuentra en malas condiciones tanto del terreno como del edificio, se utiliza para las distintas ligas locales y regionales de béisbol, es sede de la Escuela Municipal de Béisbol y de los equipos Castores de la FICA y Orioles de Gómez Palacio que participan en la Liga Mayor de Béisbol de La Laguna.